# Halophytum ameghinoi
Halophytum ameghinoi je jediný druh čeledi Halophytaceae vyšších dvouděložných rostlin z řádu hvozdíkotvaré (Caryophyllales). Je to sukulentní jednoletá bylina, rostoucí pouze v Argentině.

## Popis
Halophytum ameghinoi je lysá sukulentní jednoletá bylina s dužnatými jednoduchými střídavými listy. Květy jsou jednopohlavné. Samčí květy jsou ve vrcholových klasech, s pětičetným kalichem a bezkorunné, se 4 tyčinkami střídajícími se s kališními lístky. Samičí květy jsou po několika v úžlabí horních listů, bezobalné, semeník je svrchní, srostlý ze 3 plodolistů, s jedinou komůrkou a jednou vrcholovou čnělkou se 3 bliznami. V semeníku je jediné vajíčko. Plodem jsou oříšky v komplexním bobulovitém plodenství, vznikajícím srůstem semeníků blízkých květů a obklopeném zbytnělým vrcholem stonku.

## Rozšíření
Druh se vyskytuje pouze v Argentině.

## Taxonomie
Rod Halophytum byl v klasické taxonomii buď řazen do samostatné čeledi v rámci řádu hvozdíkotvaré (Dahlgren, Tachtadžjan) nebo byl součástí čeledi laskavcovité - Amaranthaceae (Cronquist). Podle kladogramů APG tvoří Halophytaceae monofyletickou skupinu spolu s příbuznými čeleděmi bazelovité (Basellaceae) a didiereovité (Didiereaceae).